# Hamilton (Austràlia Meridional)
Hamilton és un petit municipi a la serralada Mount Lofty a Austràlia Meridional. És a uns 120 km al nord-est d'Adelaida, Austràlia del Sud, a uns 20 km al nord de Kapunda. Hamilton va ser el lloc de naixement d'Albert Percy Blesing el 1879, diputat pel nord des de 1924 fins a 1944 va exercir com a Ministre d'Agricultura, Govern Local i el repoblament en el govern de Thomas Playford IV.